# Мартин, Уильям, 2-й барон Мартин
Уильям Мартин (англ. William Martin; умер в 1326) — английский аристократ и крупный землевладелец, 2-й барон Мартин с 1324 года. Единственный сын Уильяма Мартина, 1-го барона Мартина, и Элеоноры Фицпирс. После смерти отца унаследовал обширные владения на юго-западе королевства, в Девоне и Сомерсете. Был женат на Маргарет Гастингс, дочери Джона Гастингса, 1-го барона Гастингса, и Изабеллы ле Диспенсер, рано умер, не оставив потомства. Баронский титул после этого перешёл в состояние неопределённости, а владения Мартинов были разделены между сестрой Уильяма Элеонорой и его племянником Джеймсом Одли, 2-м бароном Одли, сыном Джоан Мартин. В 1343 году Джеймс стал единственным наследником.